# Shitala Devi

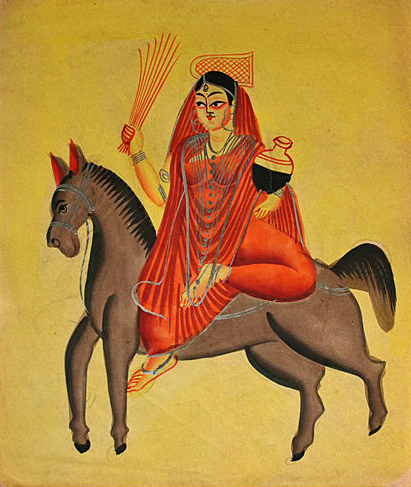
Shītalā, avec ses attributs, sur son âne. Peinture de Kalighat (vers 1850-1875).

Shītalā Devī, ou simplement Shītalā (hindi : शीतला देवी, Śītalā Devī), est une divinité hindoue vénérée en Inde du Nord, au Népal, et au Pakistan en tant que déesse de la variole. Le sens littéral de Shītalā Devī est « la déesse froide ».

## Divers noms et variantes
Shītalā est adorée sous différents noms à travers tout le sous-continent indien. Shītalā est bien souvent appelée mā ou āmmā (« mère »), et est vénérée par les hindouistes, mais aussi par les bouddhistes, les chrétiens et les communautés tribales. La déesse est mentionnée dans les premiers textes tantriques et le Purana, et son apparition plus tardive dans des textes vernaculaires (tels que les Śītalā-maṅgal-kāvyas bengalis du XVIIe siècle, la « poésie propitiatoire ») a contribué à renforcer son rôle dans l'hindouisme pratiqué dans les villages. Shītalā provoque la variole, mais aussi la guérit, de même que pour la syphilis, la malaria, la rougeole, la lèpre, la cécité, la tuberculose, la stérilité, et même, depuis peu, le sida. En tant que déesse de la variole et de nombreuses maladies, elle est crainte, mais elle est en même temps une « Déesse mère », et ainsi adorée en tant que protectrice. 
Shitala est d'abord et avant tout une divinité populaire en Inde du Nord et dans la diaspora indienne. Selon certaines traditions, elle s'identifie à l'un des aspects de Parvati, la parèdre de Shiva. Ferrari (2009 : p. 146-147) rapporte que l'on s'adresse à Shitala selon les titres suivants : 
- Nom impliquant un statut maternel : Mā, Ammā, Āi, Padmāvatī Mā  (Mère [née du] lotus), Choṭi Mā (Petite Mère), Baṛī Mā (Grande Mère) and Moṭi Mā (Mère de perle).

- Noms impliquant une relation avec une saison particulière : Vasanta Rāy  (Reine de Vasanta), Vasanta Buṛī (la Sorcière de Vasanta) et – chez les tribus parlant le munda – Māgh-boṅga  (l'Esprit de Māgh).

- Noms impliquant un lien avec une maladie particulière : Rog Rāy (Reine des fièvres), Vyādhipati (Reine des Épidémies), Phapholevālī (Celle des vésicules), Guṭikā (Pustule), Roger Jananī (Mère des fièvres), Kalejavālī (Celle [qui attaque] le foie).

- Titres honorifiques : Ṭhākurāṇī (Notre Dame),  Jāgrānī (Reine du monde), Karuṇamāyī (Celle qui est pleine de pitié), Maṅgalā (Celle qui est favorable), Bhagavatī (Celle qui est bénie), Dayāmāyī ([Celle qui est] pleine de grâce).

- Noms appartenant d'abord et avant tout à d'autres divinités : Baṇ Bibi (La Dame de la forêt), Manasā (La « Déesse serpent »), Olā Bibi (La Dame du choléra), Maṅgal Caṇḍī (une forme bénéfique de Caṇḍī), Vasanta Caṇḍī, Raktāvatī (Celle qui détient le sang, c'est-à-dire la « Déesse des infections du sang »), Śaṣṭhī, Hāritī et Parṇaśavarī. D'autres déesses associées à un rôle de contrôle des maladies ou de la mort et parfois identifiées à Shitala sont Mātaṅgī, Mahākālī, Jyeṣṭhā, Cāmuṇḍī et Kālarātrī.'

En Inde du Sud, le rôle de Shitala Devi est assumé par Mariamman, mais son culte est tout de même largement répandue dans le Delta de la Kaveri (Districts de Thanjavur, Thiruvarur et Nagapattinam) et dans d'autres zones du Tamil Nadu.

## Shitala puja
L'adoration de Shitala se fait lors de puja sous la conduite tant des Brahmanes que des pujari de basse caste. On l'adore principalement pendant les saisons sèches de l'hiver et du printemps, pendant lesquelles naissent les diverses véroles. 

## Iconographie et symbolisme
Shitala Dévi est accompagnée de Jvarāsura, le démon fait fièvre, de Olāi Caṇḍi/Olāi Bibi, la déesse du choléra, de Cauṣaṭṭī Rogas, personnification des 64 épidémies, de Gheṇṭukarṇa, le dieu des maladies de la peau, et de Raktāvatī, la déesse des infections du sang. 
Śītalā est représenté comme une jeune vierge couronnée avec un panier à van, chevauchant un âne, tenant un balai court (que ce soit pour propager ou dépoussiérer les germes de maladie) et un pot rempli de légumineuses (symbolisant les virus) ou de l'eau froide (symbolisant l'outil de guérison). Parmi les hindous de caste inférieure et communautés tribales, elle est représentée non icôniquement avec des morceaux de pierres ou sculptées. Parfois, elle est censée transporter un tas de feuilles de margousier (Azadirachta indica), une herbe de la médecine antique ayurvédique qui est un remède très efficace à la plupart des maladies de peau encore aujourd'hui.

## Temples de Shitala Devi

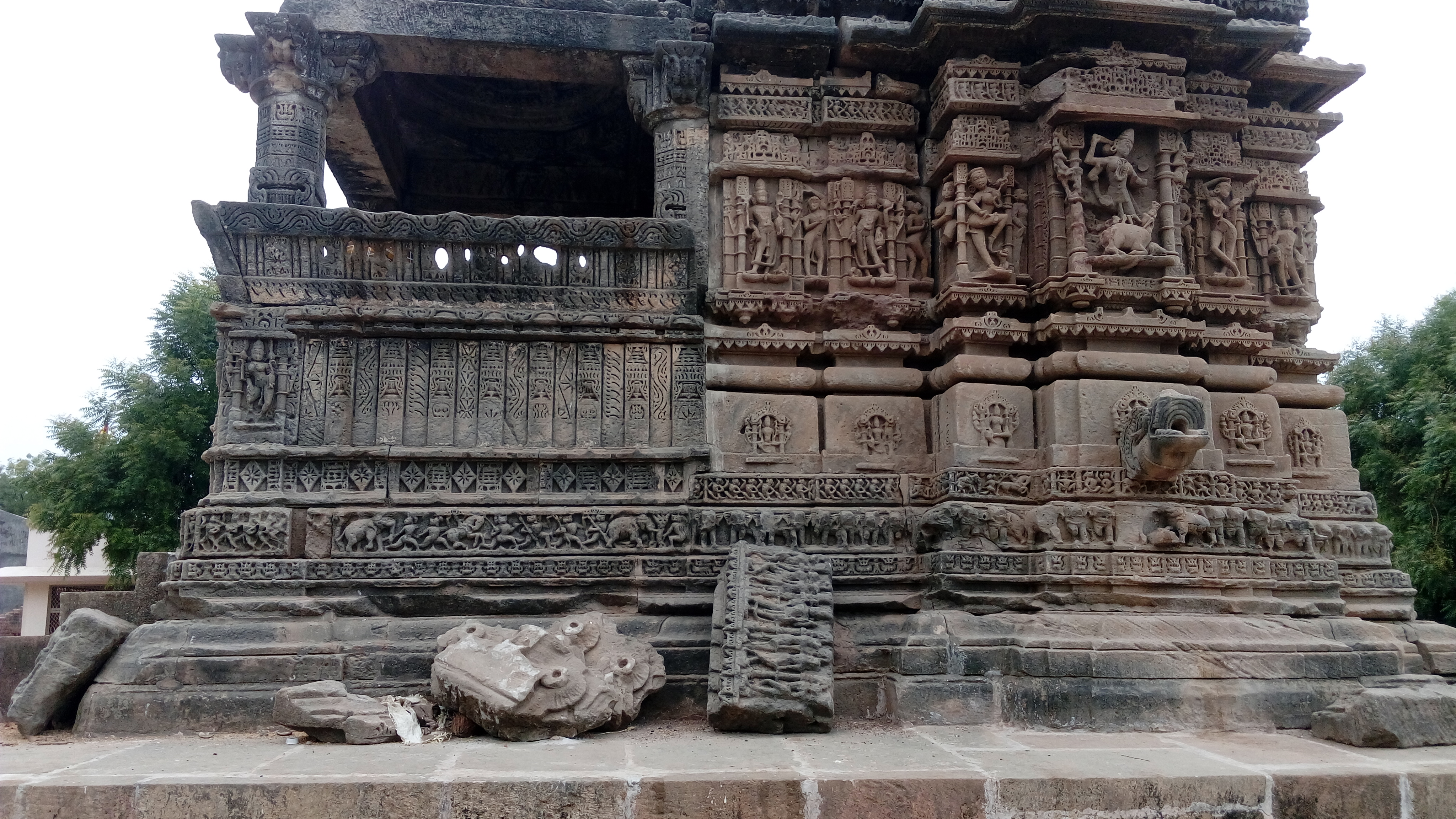
Temple de Shitala Devi, district de Mehsana, en 2018.

- Temple de Shitala Devi, à Mumbai
- Temple de Shitala Devi, à Gurgaon[1],[2]